# المصارير (وادي الدواسر)
المصارير، هي قرية من فئة (ب) تقع في محافظة وادي الدواسر، والتابعة لمنطقة الرياض في السعودية. وتبعد المصارير عن محافظة وادي الدواسر بمسافة تقارب () كم.